# Ravage (personaggio)
Ravage, il cui vero nome è Geoffrey Crawford, è un personaggio della Marvel Comics, oltre che uno dei nemici di Hulk.

## Biografia
Il dr. Geoffrey Crawford era un professore di fisica presso la Desert State University lo stesso istituto dove Bruce Banner ha conseguito la laurea sotto l'ala dello stesso Crawford che divenne suo mentore. Anni dopo, Bruce andò dal suo insegnante in cerca di aiuto per trovare una cura per Hulk. In quel momento Crawford, che era molto malato, ebbe l'idea di usare il DNA di Bruce per guarire dal suo male. Costruì una macchina per drenare le radiazioni gamma da Bruce e passarle a se stesso, ma non prima di aver alterato il proprio DNA in modo da renderlo compatibile con quello dell'ignaro ex studente; questo processo non curò Bruce ma trasformò Crawford in Ravage, una creatura molto simile ad Hulk ma un po' più grande e forte. L'elemento chiave che rende Ravage un nemico così pericoloso è che ha ancora la mente del dottor Crawford e voglia di potere. Subito dopo la sua prima trasformazione, Ravage attacca Hulk, ma all'alba ritorna in forma umana, infatti come Banner inizialmente si trasforma solo di notte. In seguito Crawford con un nuovo esperimento con la sua macchina riesce a non ritrasformarsi in umano, poi come Ravage attacca l'università e terrorizza coloro che lo hanno maltrattato e fu fermato da un'alleanza tra Hulk e il generale Ross che lo sconfiggono e lo rinchiudono in una speciale cella che lo tiene in uno stato di animazione sospesa.

## Aspetto
Nei suoi panni umani, Crawford è di media statura e ha barba e capelli neri ed è magro. Quando si è trasformato in Ravage è uguale a Hulk ma leggermente più grande.

## Poteri e abilità
Crawford mantiene la sua intelligenza geniale anche quando è trasformato. È più grande e leggermente più forte di Hulk, con la capacità di saltare per grandi distanze, ha anche acquisito incredibili capacità di rigenerazione, nonché l'immunità a tutte le malattie.

## Altri media

### Videogiochi
- Ravage è l'antagonista secondario del videogioco Hulk.
- Compare come personaggio giocabile in LEGO Marvel's Avengers.